# Simon Rattle

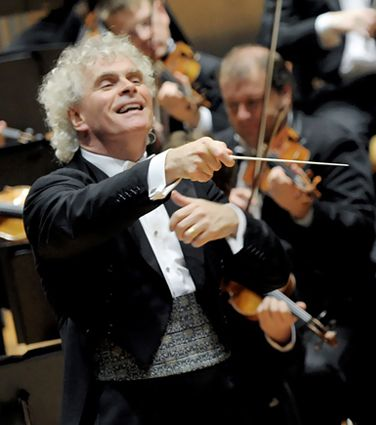
Simon Rattle dirigiert Wagners Rheingold in der Berliner Philharmonie (2006)

Sir Simon Denis Rattle, OM, CBE (* 19. Januar 1955 in Liverpool) ist ein britisch-deutscher Dirigent. Er war von 2002 bis 2018 Chefdirigent der Berliner Philharmoniker und von 2017 bis 2023 Chef beim London Symphony Orchestra. 2023 hat er die Leitung des Chors und des Symphonieorchesters des Bayerischen Rundfunks übernommen.

## Leben
Simon Rattle begann 1971 im Alter von 16 Jahren an der Royal Academy of Music, Klavier, Schlagzeug und Orchesterleitung (Bachelor) zu studieren und schloss das Studium 1974 ab. Im selben Jahr gewann er den Ersten Preis des internationalen John-Player-Dirigentenwettbewerbs. Er wurde daraufhin für drei Jahre Assistenzdirigent für die beiden Orchester Bournemouth Symphony Orchestra und Bournemouth Sinfonietta – der Posten war der Hauptpreis des Wettbewerbs im südenglischen Bournemouth. Parallel beendete er ein Master-Studium in Schlagzeug und Orchesterleitung.
Rattle war 1977 der jüngste Dirigent beim Glyndebourne-Opernfestival, wo er 1986 auch Porgy and Bess dirigierte. Von 1977 bis 1980 war er Chefassistent des BBC Scottish Symphony Orchestra und des Royal Liverpool Philharmonic Orchestra. 1980 wurde er Erster Dirigent des City of Birmingham Symphony Orchestra, dessen Chefdirigent er von 1990 bis 1998 war und das sich unter seiner Leitung zu einem Klangkörper von internationalem Rang entwickelte. Mit dem Orchester unternahm Rattle Tourneen durch Mitteleuropa, Skandinavien, den Nahen Osten und Nord- und Südamerika. Parallel dazu war er von 1981 bis 1994 Gastdirigent beim Los Angeles Philharmonic Orchestra.
Rattle förderte die Uraufführungen zeitgenössischer Werke und setzte sich darüber hinaus für die Werke Karol Szymanowskis ein. Sporadisch arbeitete er auch mit Orchestern mit historischem Instrumentarium. So realisierte er zum Beispiel 1987 mit dem Orchestra of the Age of Enlightenment Mozarts Oper Idomeneo in London und 1989 Le nozze di Figaro. Auch bei den Salzburger Festspielen, wo er häufig gastierte, musizierte er 1999 mit diesem Ensemble und Cecilia Bartoli.
Am 23. Juni 1999 wurde er von den Berliner Philharmonikern zum neuen Chefdirigenten und künstlerischen Leiter als Nachfolger von Claudio Abbado gewählt. Sein Einstandskonzert als Chefdirigent dieses Orchesters gab er am 7. September 2002 mit Thomas Adès’ Asyla sowie Gustav Mahlers 5. Sinfonie.
Während seiner Verpflichtung in Berlin nahm er auch Gastdirigate wahr. Sein Konzertprojekt Towards the Millennium mit dem City of Birmingham Symphony Orchestra endete im März 2000 mit Konzerten in Birmingham, London, Frankfurt am Main, Baden-Baden und Wien. In London dirigierte er das London Symphony Orchestra bei der Eröffnungsfeier der Olympischen Sommerspiele 2012. An der Wiener Staatsoper leitete er Aufführungen von Parsifal (2005), Tristan und Isolde (2009) und Der Ring des Nibelungen (2015). 2016 dirigierte er eine neue Produktion von Tristan und Isolde an der Metropolitan Opera.
Am 10. Januar 2013 kündigte Rattle an, mit Ablauf seines Vertrages im Jahr 2018 die Position des Chefdirigenten der Berliner Philharmoniker aus Altersgründen aufzugeben. Seinen letzten Auftritt als Chefdirigent hatte er am 24. Juni 2018 beim Sommerkonzert zum Saisonende mit den Berliner Philharmonikern auf der Waldbühne.
Seit September 2017 war er Chefdirigent des London Symphony Orchestra; der Vertrag wurde bis 2023 verlängert. Am 3. Januar 2021 unterzeichnete er einen Fünfjahresvertrag als Chefdirigent des Chors und Symphonieorchesters des Bayerischen Rundfunks, beginnend mit der Konzertsaison 2023/24.

### Privates
Rattle heiratete 1980 die amerikanische Sopranistin Elise Ross, mit der er zwei Söhne hat. Nach der Scheidung im Jahr 1995 heiratete er die Schriftstellerin Candace Allen. Auch diese Ehe endete, nachdem Rattle sich 2004 mit der Mezzosopranistin Magdalena Kožená liiert hatte, die er 2008 heiratete. Sie haben zwei Söhne und eine Tochter und leben in Berlin. Rattle besitzt seit 2021 die deutsche Staatsbürgerschaft.

## Projekte in Berlin

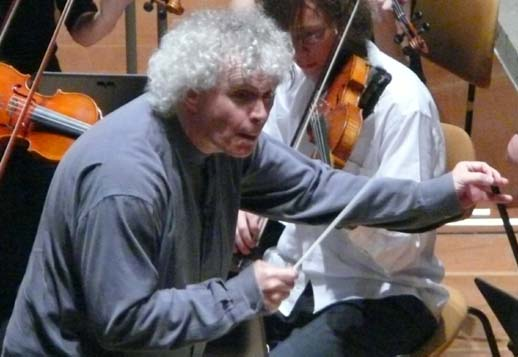
Simon Rattle bei einer Orchesterprobe in der Berliner Philharmonie (2007)

Bereits zu Beginn seiner ersten Spielzeit 2002/2003 rief Rattle das „Education-Programm“ Zukunft@Bphil ins Leben und realisierte 2003 dessen viertes Projekt, das durch den mehrfach ausgezeichneten Dokumentarfilm Rhythm Is It! große Bekanntheit erreichte. 250 Berliner Kinder und Jugendliche aus 25 Nationen studierten mit dem Choreographen Royston Maldoom ein Tanzprojekt zur Musik von Strawinskis Sacre du Printemps ein. Von den Berliner Philharmonikern begleitet, fand die Aufführung in der Arena Berlin statt.
Im Rahmen seines Engagements für den musikalischen Nachwuchs dirigierte Rattle einmal im Jahr ein Jugendorchester mit Berliner Schülern und leitete 2008 eine Probe des Bundesjugendorchesters.
Weitere Projekte des Programms waren Strawinskis Der Feuervogel (2005), Ravels Daphnis & Chloé und Orffs Carmina Burana (2006) – die letzteren beiden Werke in Zusammenarbeit mit dem Rundfunkchor Berlin und Simon Halsey.

## Diskografie und Filmmusik
Unter seinen mehr als 60 Schallplattenaufnahmen finden sich zahlreiche Werke des etablierten Konzertprogramms wie etwa alle Sinfonien und Klavierkonzerte Ludwig van Beethovens mit den Wiener Philharmonikern. Als herausragende Leistungen gelten aber besonders seine Einspielungen der 8. Sinfonie (diese mit dem City of Birmingham Symphony Orchestra), der 5. Sinfonie und des Entwurfs der 10. Sinfonie Gustav Mahlers (letztere 1980 mit dem Bournemouth Symphony Orchestra und nochmals 1999 mit den Berliner Philharmonikern), wobei es ein besonderes Anliegen Rattles ist, Deryck Cookes Aufführungsversion von Mahlers 10. Sinfonie dem Publikum vorzustellen. Im Oktober 2022 wurde seine Aufnahme mit dem Symphonieorchester des Bayerischen Rundfunks von Mahlers 9. Sinfonie mit dem Supersonic Award des Pizzicato ausgezeichnet. Im April 2024 wurde seine Aufnahme von Mahlers 6. Sinfonie mit dem Symphonieorchester des Bayerischen Rundfunks vom Gramophone-Magazin als „Recording of the month“ gewählt und vom Preis der deutschen Schallplattenkritik geehrt. Die Aufnahme von Mahlers 7. Sinfonie mit dem Symphonieorchester des Bayerischen Rundfunks wurde ebenfalls vom Gramophone Magazin als „Recording of the month“ gewählt und erhielt einen Diapason d’or ARTE.
Rattle realisierte mit den Berliner Philharmonikern die Filmmusik zur Süskind-Adaption Das Parfum – Die Geschichte eines Mörders (2006) und spielte mit dem City of Birmingham Symphony Orchestra die Filmmusik von Patrick Doyle zu Kenneth Branaghs Debütfilm Henry V. ein.

## Ehrungen und Auszeichnungen
- 1987: Companion des Order of the British Empire
- 1994: Erhebung in den persönlichen Adelstand als Knight Bachelor durch Elisabeth II.
- 2003: Dirigent des Jahres durch den Musikpreis ECHO Klassik
- 2007: Goldene Kamera als Spezialpreis für Integration
- 2009: Verdienstkreuz am Bande der Bundesrepublik Deutschland[15]
- 2010: Ritter der Ehrenlegion (Chevalier de la Légion d’Honneur)
- 2013: Léonie-Sonning-Musikpreis
- 2013: Musikpreis ECHO Klassik gemeinsam mit den Berliner Philharmonikern  für die Sinfonische Einspielung von Strawinskis Le sacre du printemps.[16]
- 2014: Mitglied des Order of Merit
- 2018: Verdienstorden des Landes Berlin[17]
- 2022: Großes Verdienstkreuz mit Stern der Bundesrepublik Deutschland[18]
- Ehrendoktorwürden der Universitäten Birmingham, Leeds, Liverpool und Oxford
- 2007: Ernennung der Berliner Philharmoniker mit Rattle als künstlerischem Leiter als Internationale UNICEF-Botschafter.[19]
- 2025: Ernst von Siemens Musikpreis als „einer der wichtigsten und prägendsten Dirigenten unserer Zeit … herausragende Interpretationen … Vermittlungsarbeit … “(möchte die klassische Musik möglichst vielen Menschen zugänglich machen[20])[21]

## Trivia
Mit den Berliner Philharmonikern sprach Rattle abwechselnd Deutsch und Englisch. Ein Orchestermitglied berichtete im Jahr 2016, als Rattle schon 14 Jahre lang das Orchester geleitet hatte: „Schon oft hat er versprochen, dass er nach der nächsten Sommerpause anfangen werde, Deutsch zu reden. Und tatsächlich ist es so, dass er bei den Proben immer auf Deutsch beginnt, dann jedoch, wenn er ein Detail erklären will, schnell ins Englische zurückfällt. Es ist ein schönes Englisch, dennoch denke ich oft, dass es besser wäre, wenn er flüssig Deutsch könnte […] Vielleicht ist er auch zu beschäftigt, um Vokabeln zu pauken.“ Im Jahr 2007, nach fünf Jahren bei den Berliner Philharmonikern, war Rattle von Kai Luehrs-Kaiser in einem Interview nach seinen Deutschkenntnissen befragt worden. Rattle antwortete ironisch und auf Deutsch: „Ganz perfekt. Wie Thomas Mann.“ Auf Englisch fügte er hinzu: „Ich glaube, ich habe fast alles von Thomas Mann gelesen. Als später Teenager und in meinen frühen Zwanzigern gehörte das zu den wichtigsten Dingen.“ Viele Jahre lang kursierte danach das Gerücht, Rattle habe alle Romane von Thomas Mann auf Deutsch gelesen. Als er im Jahr 2016 danach befragt wurde, stellte er klar: „Ja, aber in Wahrheit nicht auf Deutsch.“ Möglicherweise beruhte das Gerücht darauf, dass Rattles Ironie nicht verstanden worden war.